# Юніорська збірна Швейцарії з хокею із шайбою
Юніорська збірна Швейцарії з хокею із шайбою  — національна юніорська команда Швейцарії, що представляє країну на міжнародних змаганнях з хокею із шайбою. Опікується командою Швейцарський хокейний союз, команда постійно бере участь у чемпіонаті світу з хокею із шайбою серед юніорських команд.

## Результати

### Чемпіонат Європи до 18/19 років
- 1977  — 5 місце
- 1978  — 6 місце
- 1979  — 6 місце
- 1980  — 7 місце
- 1981  — 5 місце
- 1982  — 5 місце
- 1983  — 7 місце
- 1984  — 6 місце
- 1985  — 7 місце
- 1986  — 7 місце
- 1987  — 5 місце
- 1988  — 6 місце
- 1989  — 6 місце
- 1990  — 8 місце
- 1991  — 1 місце Група В
- 1992  — 8 місце
- 1993  — 1 місце Група В
- 1994  — 5 місце
- 1995  — 6 місце
- 1996  — 4 місце
- 1997  —  3 місце
- 1998  — 5 місце

### Чемпіонати світу з хокею із шайбою серед юніорських команд
- 1999 — 4 місце
- 2000 — 4 місце
- 2001 —  2 місце
- 2002 — 7 місце
- 2003 — 9 місце
- 2004 — 1 місце І Дивізіон
- 2005 — 9 місце
- 2006 — 1 місце І Дивізіон
- 2007 — 6 місце
- 2008 — 8 місце
- 2009 — 8 місце
- 2010 — 5 місце
- 2011 — 7 місце
- 2012 — 7 місце
- 2013 — 6 місце
- 2014 — 7 місце
- 2015 — 4 місце
- 2016 — 8 місце
- 2017 — 8 місце
- 2018 — 9 місце
- 2019 — 9 місце
- 2021 — 8 місце
- 2022 — 6 місце
- 2023 — 6 місце
- 2024 — 7 місце
- 2025 — 10 місце